# Mingo Oramas
Domingo Oramas Cabrera (Las Palmas de Gran Canaria, España; 12 de septiembre de 1973) es un entrenador español que actualmente entrena al Sreenidi Deccan F. C. de la I-League.

## Trayectoria
Se inició como entrenador en los equipos de fútbol base de la Unión Deportiva Las Palmas. En 2017, se hizo cargo del juvenil "A" de División de Honor al que dirigió durante 7 temporadas, habiendo conseguido 7 títulos de campeón en el grupo 6 de la Division de Honor juvenil, cuando pasó a dirigir a la Unión Deportiva Las Palmas Atlético, en 2015, cuando se encontraba en la Segunda División B de España y pese a descender a la Tercera División de España, continuó otras temporada más en el cargo.
El 23 de febrero de 2017, firmó por el C. D. Mensajero de la Segunda División B de España, pero no lograría evitar el descenso de categoría. En la siguiente temporada, se haría cargo del equipo de Santa Cruz de La Palma en Tercera División de España, hasta febrero de 2018.
En la temporada 2018-19, se fue a Ecuador para trabajar con Miguel Ángel Ramírez como ojeador en Independiente del Valle. Volvió a España el 20 de diciembre de 2018, haciéndose cargo del banquillo de la U. D. San Fernando de la Tercera División de España, al que dirigió durante temporada y media.
El 6 de junio de 2023, firmó como entrenador del Gokulam Kerala F. C. de la I-League, para sustituir a Fran Bonet.
Actualmente dirige al club de la India Sreenidi Deccan FC

## Clubes

### Como entrenador
| Club                                   | País    | Año        |
| -------------------------------------- | ------- | ---------- |
| Unión Deportiva Las Palmas Juvenil "A" | España  | 2007-2014  |
| Unión Deportiva Las Palmas Atlético    | España  | 2014-2017  |
| C. D. Mensajero                        | España  | 2017-2018  |
| Independiente del Valle (scout)        | Ecuador | 2018       |
| U. D. San Fernando                     | España  | 2018-2020  |
| Gokulam Kerala F. C.                   | India   | 2023-2004. |

|Sreenidi Deccan F. C.
| India
|2024-Act.
|}